# Xã Marengo, Michigan
Xã Marengo (tiếng Anh: Marengo Township) là một xã thuộc quận Calhoun, tiểu bang Michigan, Hoa Kỳ. Năm 2010, dân số của xã này là 2.213 người.